# Isabella Brant
Isabella Brant (1591 – 15 juli 1626
) was de eerste vrouw van Peter Paul Rubens. Zij was de dochter van Jan Brant en Clara de Moy. Haar vader was een belangrijk stadssecretaris van Antwerpen.  
Rubens leerde haar kennen door de contacten van zijn broer Phillip met Nikolaas Rockox jr., burgemeester van Antwerpen. Het huwelijk tussen Peter Paul Rubens en Isabella Brant vond plaats op 3 oktober 1609 in de Premonstratenzerkerk van de Sint-Michielsabdij. Ze hadden 3 kinderen : Clara (1611–1623), Albert (1614–1657) en Nikolaas (1618–1655). 
Zij overleed op 15 juli 1626, op 34-jarige leeftijd aan de pest. Na haar dood schreef Rubens: Ik heb werkelijk een uitmuntende gezellin verloren, die men met recht en rede kon, ja moest liefhebben, omdat zij geen enkele vrouwelijke ondeugd bezat; zij was niet grillig of zwak (sic), maar zo goed en zo oprecht. Tijdens haar leven was zij om haar deugden bemind en na haar dood beweend door iedereen. Een dergelijk verlies kost immens veel verdriet. Alleen de tijd kan deze wonde helen.

## Rubens en Isabella Brant in een prieel van kamperfoelie

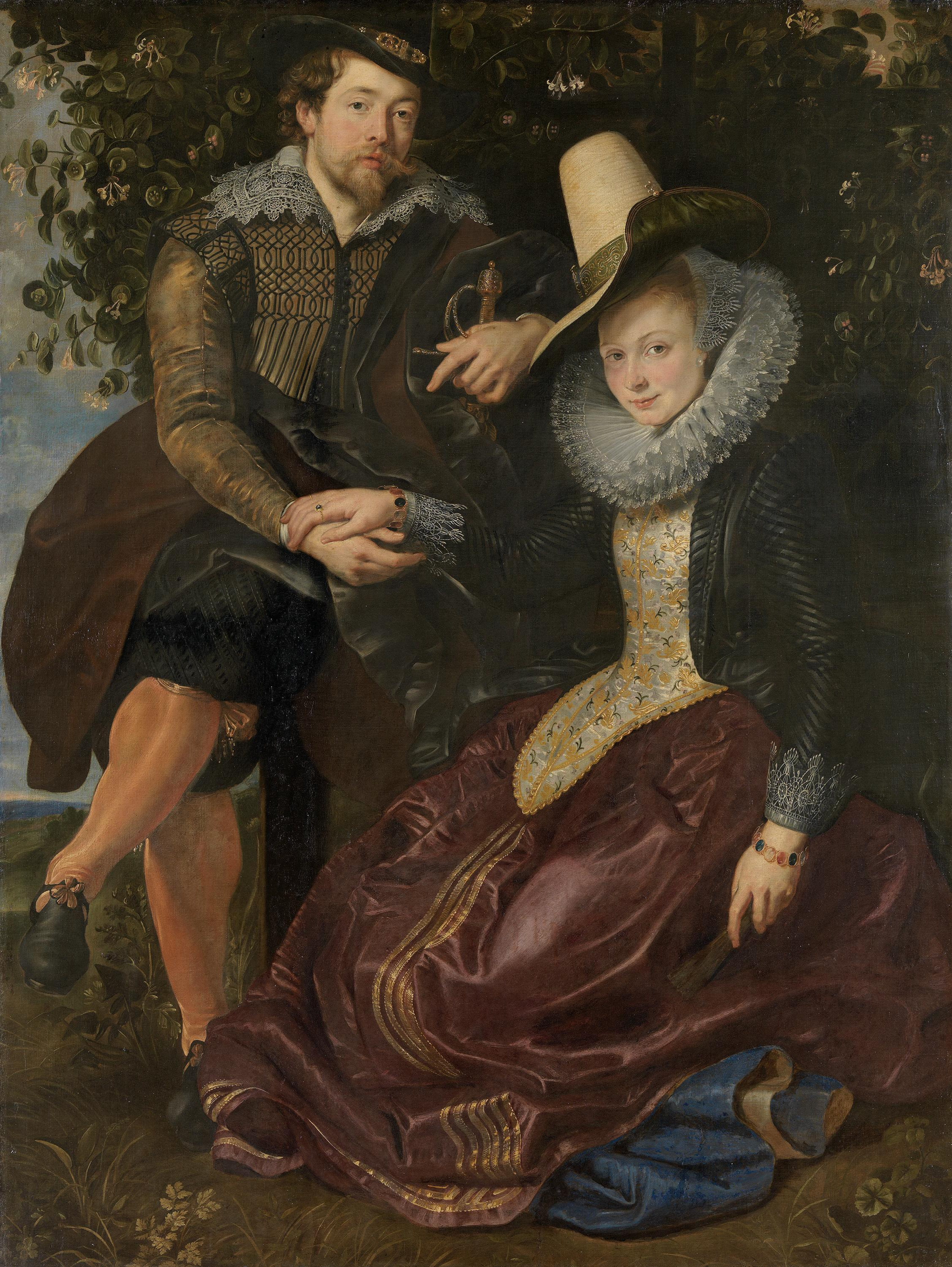
Rubens en Isabella Brant in een prieel van kamperfoelie (1609) - Alte Pinakothek

Dit schilderij ontstond in 1609, een jaar nadat Rubens terugkeerde uit Italië. Hij schilderde het hoogstwaarschijnlijk ter gelegenheid van zijn huwelijk met Isabella in dat jaar. Hun klederdracht legt de nadruk op hun overtuiging dat ze mensen van stand waren. De kamperfoelie is een symbool voor hoe langer, hoe beter en verwijst naar eeuwige liefde. Met zijn toespelingen op de oudheid en de humanistische traditie verwijst het schilderij ook naar Rubens' artistieke zelfbeeld.
De Tuin der Liefde was een populair literair concept en symbool in de periode waarin het schilderij werd gemaakt. Het aanvankelijke concept kan afkomstig zijn van paradijssymbolen die aanwezig waren in middeleeuwse kloostertuinen. Een ander element dat dit kan hebben beïnvloed was de Roman de la Rose, evenals de rol van de tuin in de aristocratische samenleving. In deze scènes worden vrouwen afgebeeld als objecten van bewondering door hun vrijers en is de tuin gevuld met vrolijkheid en muziek.

## Galerij

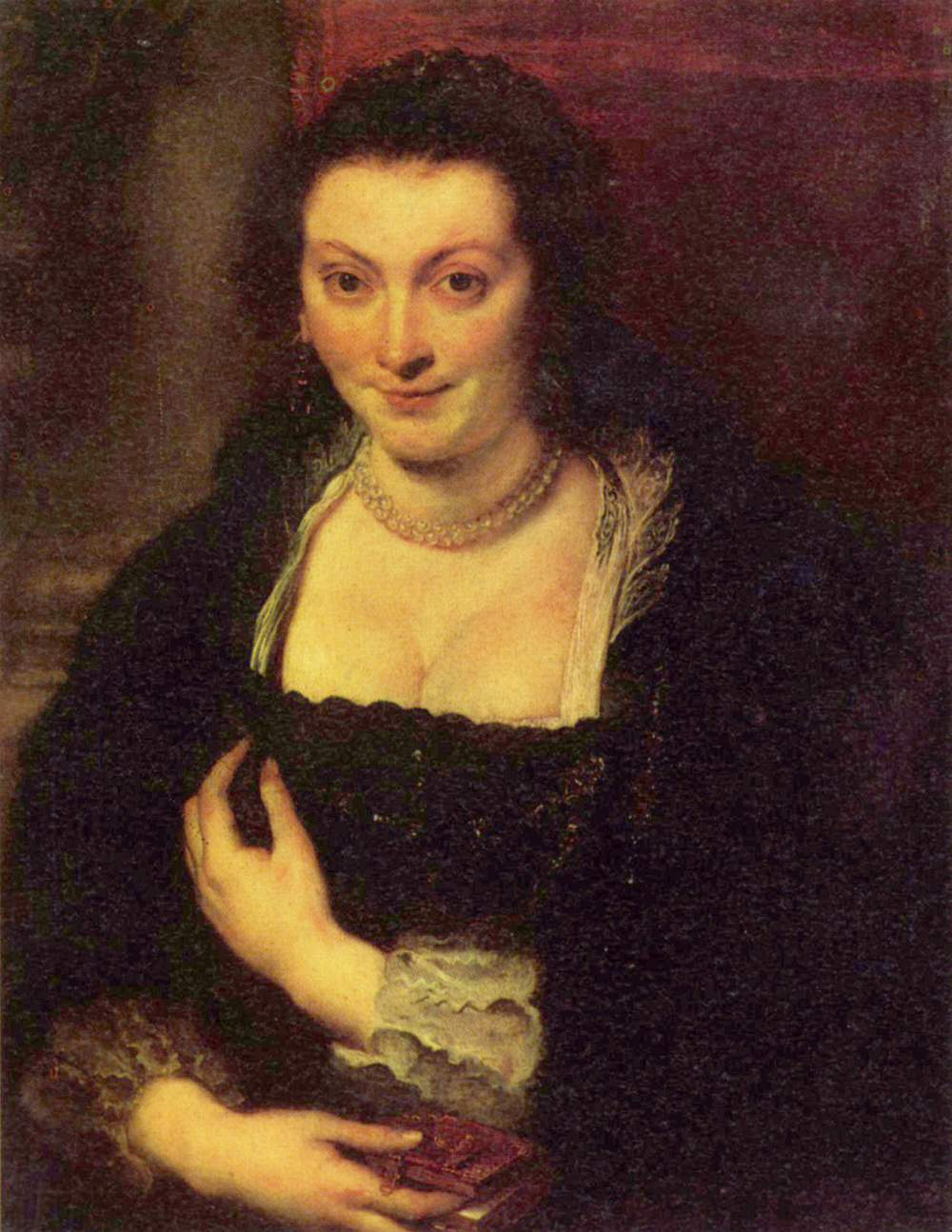
Isabella Brant (ca. 1625) - Florence, Uffizi
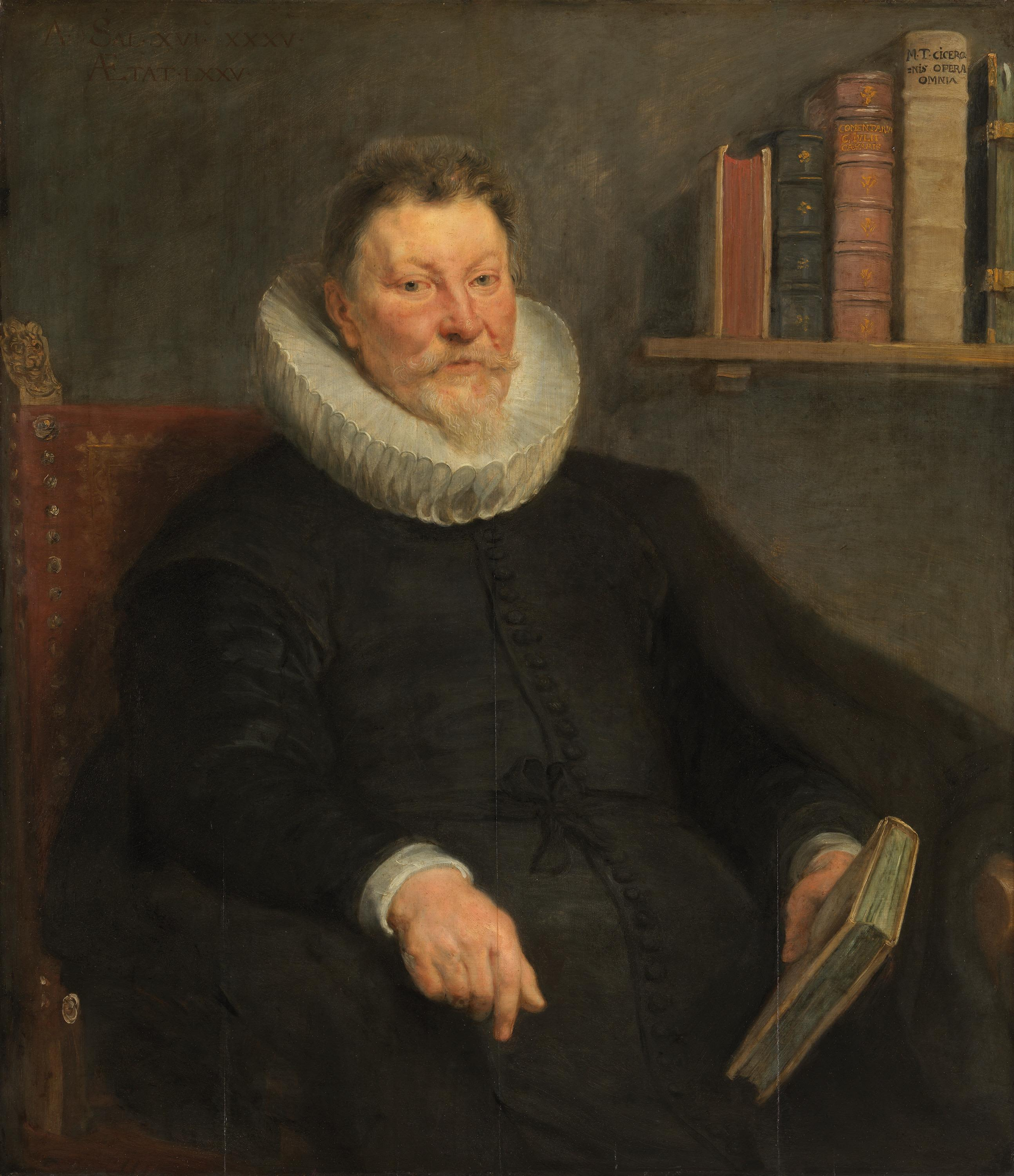
Jan Brant, de vader van Isabella door Rubens in de Alte Pinakothek
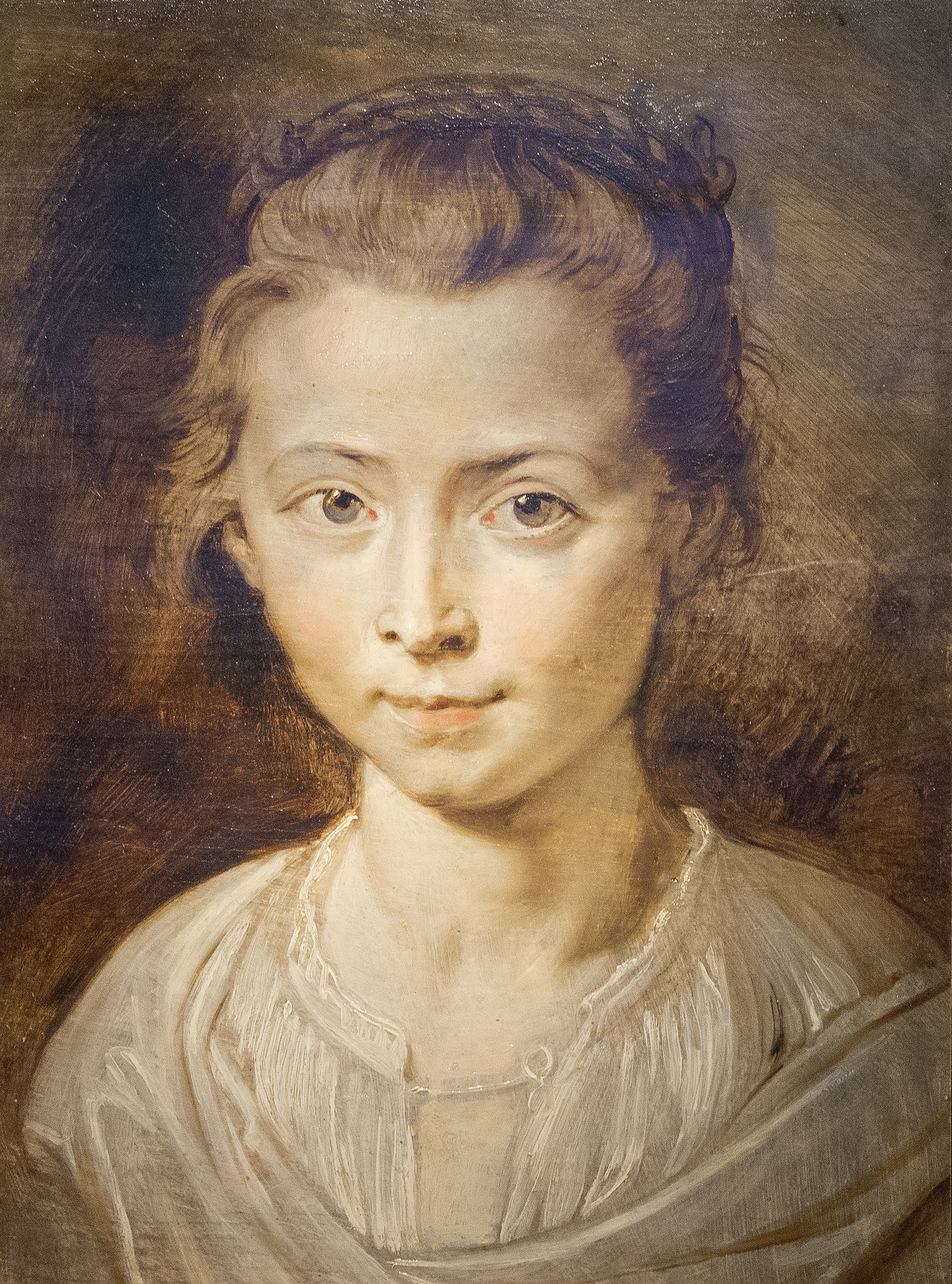
Vermoedelijk Clara Serena Rubens (1611-1623) door Rubens - privécollectie
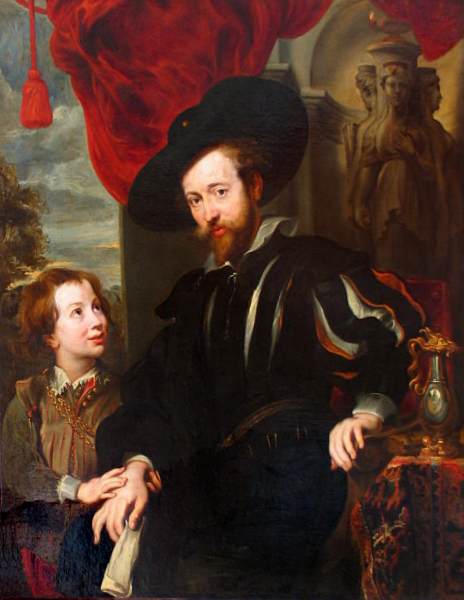
Rubens en Albert in de Hermitage te Sint-Petersburg